# لجنة الانتخابات الفيدرالية
لجنة الانتخابات الفيدرالية (FEC) هي وكالة تنظيمية مستقلة للولايات المتحدة تهدف إلى إنفاذ قانون تمويل الحملات الانتخابية في الانتخابات الفيدرالية الأمريكية. أنشئت في عام 1974 من خلال تعديلات على قانون الحملة الانتخابية الفيدرالية، تصف اللجنة واجباتها بأنها «الكشف عن معلومات تمويل الحملات، وفرض أحكام القانون مثل حدود وحظر المساهمات، والإشراف على التمويل العام الانتخابات الرئاسية».
لم تعمل اللجنة منذ أواخر أغسطس 2019، باستثناء الفترة من مايو 2020 إلى يوليو 2020، بسبب عدم اكتمال النصاب القانوني. في غياب النصاب القانوني، لا يمكن للمفوضية التصويت على الشكاوى أو إعطاء التوجيه من خلال الفتاوى. اعتبارًا من 19 مايو 2020، كان هناك 350 مسألة معلقة في جدول إنفاذ الوكالة و227 بندًا في انتظار اتخاذ إجراء.

## وصلات خارجية
- موقع لجنة الانتخابات الفيدرالية